# Bozkuş, Atkaracalar
Bozkuş là một xã thuộc huyện Atkaracalar, tỉnh Çankırı, Thổ Nhĩ Kỳ. Dân số thời điểm năm 2010 là 75 người.